# 中アンダマン島

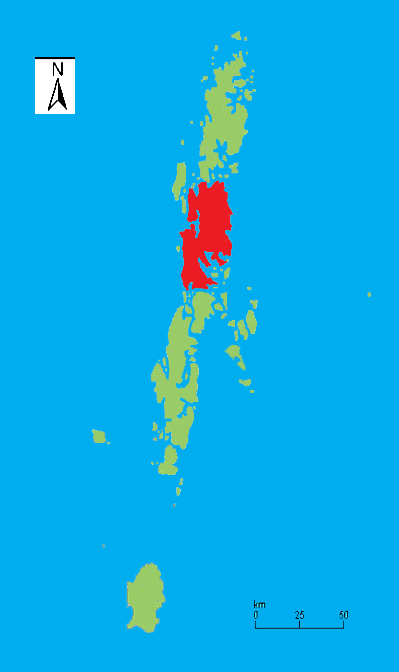
アンダマン諸島の地図。中部の赤色で強調されている島が中アンダマン島。

中アンダマン島（なかアンダマンとう、英Middle Andaman Island）は、アンダマン諸島中部の島で、インド最大の島である。面積は1,536km2。
約5万5千人の島民のほとんどを入植者のベンガル人とタミル人が占めるが、ごく一部に先住民のジャラワ族が存在する。
2004年のスマトラ島沖地震では、中アンダマン島は海岸線が津波であふれた。主な町はRangat (Rongat)と Billiground と Mayabunder である。
座標: 北緯12度30分 東経92度50分 / 北緯12.500度 東経92.833度